# Мисливці на привидів (фільм, 2016)
«Мисливці на привидів» (англ. Ghostbusters; на електронних носіях вийшов під назвою Ghostbusters: Answer the Call) — американський фантастично-комедійний фільм, знятий Полом Фігом. Він є перезапуском однойменної франшизи. Прем'єра стрічки в Україні відбулась 28 липня 2016 року. Фільм розповідає про чотирьох жінок, які стають мисливицями на привидів.

## Синопсис
На Мангеттен нападає та намагається його захопити невідома примара. Протистояти потойбічній загрозі зможуть тільки ентузіастки вивчення паранормальних явищ Ерін Ґілберт і Еббі Єйтс, яким допомагають інженерка-ядерниця Гіліян Гольцманн та працівниця метро Петті Толен.

## У ролях
- Мелісса Маккарті — Еббі Єйтс
- Крістен Віг — Ерін Ґілберт
- Кейт Маккінон — Гіліян Гольцманн
- Леслі Джонс — Петті Толен
- Кріс Гемсворт — Кевін
- Енді Гарсія — мер Бредлі
- Майкл К. Вільямс — агент Хокінс
- Чарлз Денс — доктор Гарольд Філмор
- Ед Беглі — Ед Малгрейв мл.

актори та творці оригінальних «Мисливців за привидами» зіграли:
- Білл Мюррей — Мартін Гейсс, дослідник паранормальних явищ
- Ден Екройд — водій таксі
- Ерні Гадсон — Білл Дженкінс, дядько Петті
- Сігурні Вівер — доктор Ребекка Горін
- Енні Поттс — Ванесса, адміністратор готелю
- Айван Райтман — перехожий

## Виробництво
Зйомки фільму почались 17 червня 2015 року в Бостоні і закінчились 19 вересня 2015 року в Нью-Йорку.